# اپل (فیلم ۱۹۸۰)
«اپل» (انگلیسی: The Apple (1980 film)) فیلمی در ژانر علمی–تخیلی و موزیکال به کارگردانی مناهم گولان است که در سال ۱۹۷۹ منتشر شد. از بازیگران آن می‌توان به کاترین ماری استوارت اشاره کرد.